# Zlatan Court
Zlatan Court är en fotbollsplan belägen i stadsdelen Rosengård i Malmö, tillägnad fotbollsspelaren Zlatan Ibrahimović.
Fotbollsplanen invigdes den 8 oktober 2007 av Zlatan Ibrahimović och är belägen på den innergård vid Cronmans väg där han spelade fotboll under sin uppväxt. Fotbollsplanen är av typen five-a-side och dess underlag består av återvunna gymnastikskor. Planen är upplyst kvällstid. Utöver själva fotbollsplanen omfattar Zlatan Court även ett unikt bollplank.
Vid ingången till anläggningen återfinns inskriptionen (Författad av Leo Dahlin): "Här finns mitt hjärta. Här finns min historia. Här finns mitt spel. Ta det vidare. Zlatan". Zlatan Ibrahimovićs fötter är förevigade i ett stjärnavtryck på marken vid planen tillsammans med hans autograf. En gyllene siluett av Zlatan Ibrahimović prydde tidigare planens mittcirkel.
Anläggningens uppförande bekostades gemensamt av det kommunala bostadsbolaget MKB, skotillverkaren Nike och Zlatan Ibrahimović. Anläggningen är ritad och formgiven av Christian Persia och Elzbieta von Semkov från StudioPersia .